# Svenska mästerskapen i dressyr 2009
Svenska mästerskapen i dressyr 2009 avgjordes på Ericsbergs slott i Katrineholms kommun. Tävlingen var den 59:e upplagan av Svenska mästerskapen i dressyr.

## Resultat
| Placering | Ryttare           | Häst     |
| --------- | ----------------- | -------- |
| 1         | Tinne Vilhelmsson | Favourit |
| 2         | Maria Eriksson    | Galliano |
| 3         | Louise Nathhorst  | Visums   |